# Крах инженера Гарина
«Крах инжене́ра Га́рина» — советский четырёхсерийный художественный телевизионный фильм, снятый в 1973 году по мотивам романа Алексея Николаевича Толстого «Гиперболоид инженера Гарина» режиссёром Леонидом Квинихидзе.

## Сюжет
События происходят в 20-е годы XX века. На дворе стоит месяц май. На заброшенной даче под Ленинградом найден убитым инженер Пётр Петрович Гарин. Тогда же в руках советских учёных оказывается письмо его друга Манцева, погибшего в таёжной экспедиции, из которого следует, что Гарин работал над проблемой «теплового луча». О том же говорят некоторые странные факты и любопытные находки на даче. Быстро выясняется, что настоящему Гарину удалось спастись от иностранных убийц и скрыться за границу, а погиб его приятель, загримированный под него. Бывший следователь уголовного розыска, а ныне — физик Шельга отправляется по заданию Академии наук следом за Гариным, чтобы узнать больше о его работе и убедить инженера вернуться.
Оказывается, воспользовавшись идеями и материалами Манцева, Гарин действительно разработал аппарат, излучающий тепловой луч, способный прожигать объекты на большом расстоянии. Гарин хочет использовать свой аппарат для осуществления безумной идеи стать властелином мира. Он собирается бурить сверхглубокие скважины в Южной Америке, чтобы добраться до находящихся в глубине Земли неисчерпаемых залежей золота. Для реализации проекта ему нужен крупный начальный капитал, и Гарин пытается привлечь к своему проекту американского промышленника Роллинга, валютные ресурсы которого на тот момент сильно истощились вследствие конкуренции с немцами. Вначале Роллинг не воспринимает всерьёз авантюру инженера и пытается с помощью своих подручных, мелких гангстеров, убить Гарина и захватить модель аппарата, но в схватке с ними Гарин побеждает, подставив под удар своего компаньона Ленуара, а затем привлекает на свою сторону Зою Монроз — любовницу Роллинга. В конце концов инженер получает деньги от Роллинга для создания полноценной боевой версии аппарата, которым Роллинг самолично сжигает химический завод своих немецких конкурентов.
Ещё одним претендентом на аппарат Гарина становится организация нацистского толка, одним из агентов которой оказывается личный секретарь Роллинга — Шефер. Втайне от Роллинга Шефер готовит похищение Гарина и его аппарата. В это же время охоту за аппаратом начинает владелец немецкой Анилиновой компании Дитц, задействовав своего племянника Вольфа; отказавшись помогать своему родственнику, доктор Вольф погибает от рук нацистов как лишний свидетель работы аппарата и гибели химических заводов. Шельга находит Гарина, но, раненный Роллингом, надолго попадает в больницу, под контроль нацистов. Нацисты же потом и выпускают Шельгу из больничного заточения, надеясь с его помощью купить аппарат у Гарина. Гарин приглашает Шельгу на яхту «Аризона», на которой он в компании Роллинга и Шефера собирается отплыть в Южную Америку, где Роллинг уже приобрёл для Гарина концессию на разработку недр. Шельга пытается убедить Гарина отказаться от своих прожектов и вернуть аппарат в Россию, но безуспешно. Зоя, оставшаяся на берегу, чтобы сохранить и при необходимости предать огласке компрометирующие Роллинга материалы, в подстроенной Шефером автокатастрофе гибнет по дороге из порта. У Гарина больше не остаётся козырей, фактически он оказывается на яхте в ловушке.
Вблизи необитаемого вулканического островка Шефер выводит яхту из строя. Шельга пытается уговорить инженера, пока ещё есть время, утопить аппарат. В ответ взбешённый Гарин угрожает застрелить оппонента, если тот ещё раз встанет на его пути. Шельга решает покинуть корабль и вплавь добраться до острова незадолго до прихода шлюпок с тонущей яхты. Поднявшись по скалам, он становится свидетелем того, как небольшая группа неизвестных с помощью отравляющих газов убивает всех высадившихся, кроме двоих, Шефер успевает надеть заранее подготовленные противогазы на себя и на теряющего сознание Гарина. Гарин и его аппарат оказываются в руках нацистов. К острову приближается гидроплан нацистов, который должен будет забрать группу. Шельга жертвует собой, вызывая на себя огонь. Шефер даёт Гарину команду уничтожить свидетеля, и Пётр Петрович Гарин в последний раз активирует свой аппарат. Луч прожигает кратер потухшего вулкана, и поток воды из кратерного озера смывает всех в море. В живых остаётся лишь один матрос, которого сразу после высадки отправили искать пресную воду. Избежав газовой атаки, он видит на берегу лишь мертвецов.

## Комбинированные съёмки
Для создания изображения разрезаемых лучом гиперболоида предметов в фильме использована оригинальная технология макетной съёмки. Элементы макета, которые на экране должны светиться красным цветом, оклеивались отражающим материалом «Скотчлайт» с остронаправленной характеристикой отражения. Перед объективом киносъёмочного аппарата ПСК-29 под углом 45° устанавливали полупрозрачное зеркало, отражавшее свет от прожектора с красным светофильтром на макет. В результате красное свечение было получено только в заданных частях макета, соответствующих «разрезу лучом», поскольку остальные объекты свет прожектора не отражали. Использованная технология близка к фронтпроекции, но отличается отсутствием актёров в снимаемом пространстве.

## В ролях
| - Олег Борисов — Пётр Петрович Гарин, инженер, создатель аппарата - Нонна Терентьева — Зоя Монроз, подруга инженера Гарина - Александр Белявский — Василий Витальевич Шельга - Василий Корзун — Роллинг, глава американского химического концерна (озвучивание — Олег Басилашвили) - Геннадий Сайфулин — Виктор Ленуар - Михаил Волков — Шефер - Владимир Татосов — Тыклинский - Игорь Кузнецов — Янсен - Ефим Копелян — Гастон Леклер-«Утиный Нос» - Григорий Гай — Райхер - Эрнст Романов — Алексей Семёнович Хлынов - Виталий Юшков — Арну - Александр Кайдановский — Вольф, доктор | - Владимир Костин — следователь - Альгимантас Масюлис — Штуфер - Анатолий Шведерский — Дитц - Валентин Никулин — портье - Сергей Свистунов — врач - Елена Драпеко — дежурная в гостинице (нет в титрах) - Александр Жданов — милиционер (нет в титрах) - Семён Берлин — метрдотель (нет в титрах) - Гедиминас Карка — эпизод (нет в титрах) - Александр Демьяненко — эпизод (нет в титрах) - Марина Юрасова — Манцева (нет в титрах) - Раса Киркилёните — студентка (нет в титрах) - Наталья Ващенко — пассажирка (нет в титрах) - Георгий Тейх — хозяин гостиницы (нет в титрах) |

## Съёмочная группа
| - Автор сценария — Сергей Потепалов - Режиссёр — Леонид Квинихидзе - Оператор — Вячеслав Фастович - Художник — Борис Быков - Композитор — Владислав Успенский | - Звукорежиссёр — Галина Горбоносова - Монтажёр — Александра Боровская - Костюмер — Татьяна Кочергина - Дирижёр — Юрий Серебряков |

## Технические данные
- Производство Ленфильм по заказу Гостелерадио СССР
- Художественный фильм, 4-серийный, телевизионный, цветной

## Критика
Несмотря на присутствие талантливых актёров, вторая киноверсия романа получила низкие оценки критиков. Нарекания вызвала и игра подавляющего большинства актёров, включая исполнителей главных ролей. Про Борисова журнал «Крокодил» (под заголовком «Крах режиссёра Квинихидзе») написал, что Гарин у него вышел «какой-то бледненький», про Белявского сообщил, что режиссёр не знал, что делать с этим «посторонним персонажем» (Шельга), и потому засунул его на 2 серии в больницу.
Кинокритик Ревич в журнале «Советский экран» также написал, что в фильме произошло измельчание характера Гарина, а Шельгу «на полкартины укладывают мирно спать в больнице».

Кинематографический Гарин, если разобраться, оказался довольно незлобивым. Правда, он прикончил двух человек, но сделал это в целях самообороны. Заводы взорвал вообще не он, хотя и присутствовал при этом. Разве что любовницу увёл у миллионера, но нельзя сопоставить бредовые, подлинно фашистские планы Гарина из романа … и мечты мелкого индивидуалиста, жаждущего простого обогащения. <…> Отказавшись от масштабной фантастичеcкой антиутопии, они [авторы фильма] выдвинули на первый план придуманную и тривиальную историю о том, как за изобретением Гарина охотится международная фашистская организация….
— "Советский экран", 1974, № 5, с. 7
В. А. Ревич писал, что «в соперничестве с А. Толстым авторы фильма весьма последовательны». В частности, он коснулся воплощения важного для романа образа Зои Монроз. В романе «она авантюристка с размахом, глобального масштаба», Зоя «всё ставит на карту: встречные мужчины — и Ролинг, и капитан Янсон, и сам Гарин — лишь пешки в её собственной крупной игре», при этом в ней «есть какое-то зловещее очарование, напоминающее очарование «трёхмушкетёрской» Миледи».

Авторы фильма выдают нам другую Зою — взбалмошную, слабонервную дамочку, которая чуть что принимается рыдать или молиться…<…> Главная героиня романа превратилась в проходной, не оказывающий никакого влияния на сюжет персонаж, настолько необязательный, что опять-таки авторы не знают, что с ним делать, и убирают Зою из жизни и из фильма в начале четвёртой серии.
— "НФ", выпуск 29, 1984, с. 209—210
В завершении своего анализа критик оценил четвёртую (финальную) серию экранизации как «стопроцентно самостоятельное сочинение, к которому было нетрудно придумать столь же самостоятельное начало, дать героям другие фамилии и перенести действие в современность, что было бы значительно сподручнее для постановщиков». В этом случае «сценарист освободился бы от мешающих ему обрывков романа, и, может быть, тогда свёл бы концы с концами».
Вместе с тем киновед Фёдоров отмечал, что «в роли Гарина О.Борисов продемонстрировал свой богатейший арсенал мимики и жеста, свою уникальную пластику и способность к перевоплощению». «Борисов сыграл в „Крахе…“ не „незлобивого паренька“, — утверждал он, — а дьявольски умного и расчётливого циника, стремящегося завоевать мир любой ценой».
Он также выделил эффектный образ Зои в исполнении Нонны Терентьевой, посчитав, что «Зоя в „Крахе…“ представлена менее схематично, чем в романе А.Толстого». При этом, в отличие от В. А. Ревича, А. В. Фёдоров написал, что «в фильме Л. Квинихидзе демонический фанатик мирового господства Гарин находит себе достойную подругу».

## Отличия от романа
- Местом добычи золота в романе был избран необитаемый остров. В фильме инженер Гарин предлагал «распилить» Анды и ни разу не упоминается об оливиновом поясе.
- Второстепенный персонаж Шефер получил собственную сюжетную линию. В отличие от романа, где он упомянут лишь эпизодически, в фильме представлен агентом загадочной организации фашистского толка и активно влияет на события.
- Большая часть романа, посвящённая Золотому острову, противостоянию Гарина и Шельги, организованному Гариным глобальному мировому кризису и последующей мировой революции, в фильм не попала.
- Взаимоотношения Зои, Роллинга и Гарина показаны в фильме весьма схематично.
- Шельга в фильме не сотрудник уголовного розыска, а начинающий физик (хотя раньше и работал в УгРо). Делом Гарина он занимается не по долгу службы, а из научного интереса и патриотических побуждений.
- Слово «гиперболоид» в фильме не использовано, аппарат Гарина называют просто «аппаратом», внешне он мало похож на его подробное описание в романе (в качестве маскировки для демонстрационного образца аппарата используют фагот, в качестве второго, боевого — телескопы на двух различных штативах). Об устройстве аппарата почти ничего не сказано, упомянуто лишь, что в нём использованы некие кристаллы, найденные геологом Манцевым в районе падения гигантского метеорита, в результате чего аппарат оказывается уникальным устройством, непригодным для массового производства — количество кристаллов в природе ограничено.
- В фильме Гарин, в отличие от романа, — не предатель, бросивший Манцева в тайге и укравший результаты его работ, а близкий друг и соратник, продолживший после его смерти научные изыскания по созданию аппарата.